# جورج بارنز (مصور سينمائي)
جورج إس. بارانز (16 أكتوبر 1892 - 30 مايو 1953) كان مصورًا سينمائيًّا أمريكيًّا من حقبة الأفلام الصامتة وحتى بدايات عقد 1950. على مدى حياته المهنية، تم ترشيحه لثمان جوائز أوسكار، من ضمنها ترشيحٌ لنيل جائزة الأوسكار لأفضل تصوير سينمائي في حفل توزيع جوائز الأوسكار الأول عن عمله في هذا الفيلم، وفيلم اللهب السحري، وسيدي تومسون.، لكنه لم يفز بالأوسكار سوى مرة واحدة، لعمله في فيلم ألفريد هتشكوك ريبيكا. مات بارنز في عمر الستين في لوس أنجلوس، بكاليفورنيا، بعد أن عمل على 142 فيلمًا على الأقل.

## وصلات خارجية
- جورج بارنز على موقع IMDb (الإنجليزية)
- جورج بارنز على موقع ألو سيني (الفرنسية)
- جورج بارنز على موقع أول موفي (الإنجليزية)
- جورج بارنز على موقع قاعدة بيانات الأفلام السويدية (السويدية)
- جورج بارنز على موقع قاعدة بيانات الفيلم (الإنجليزية)
- جورج بارنز على موقع كينوبويسك (الروسية)

.
- جورج بارنز في موقع Find-A-Grave.